# Aurelio Peccei

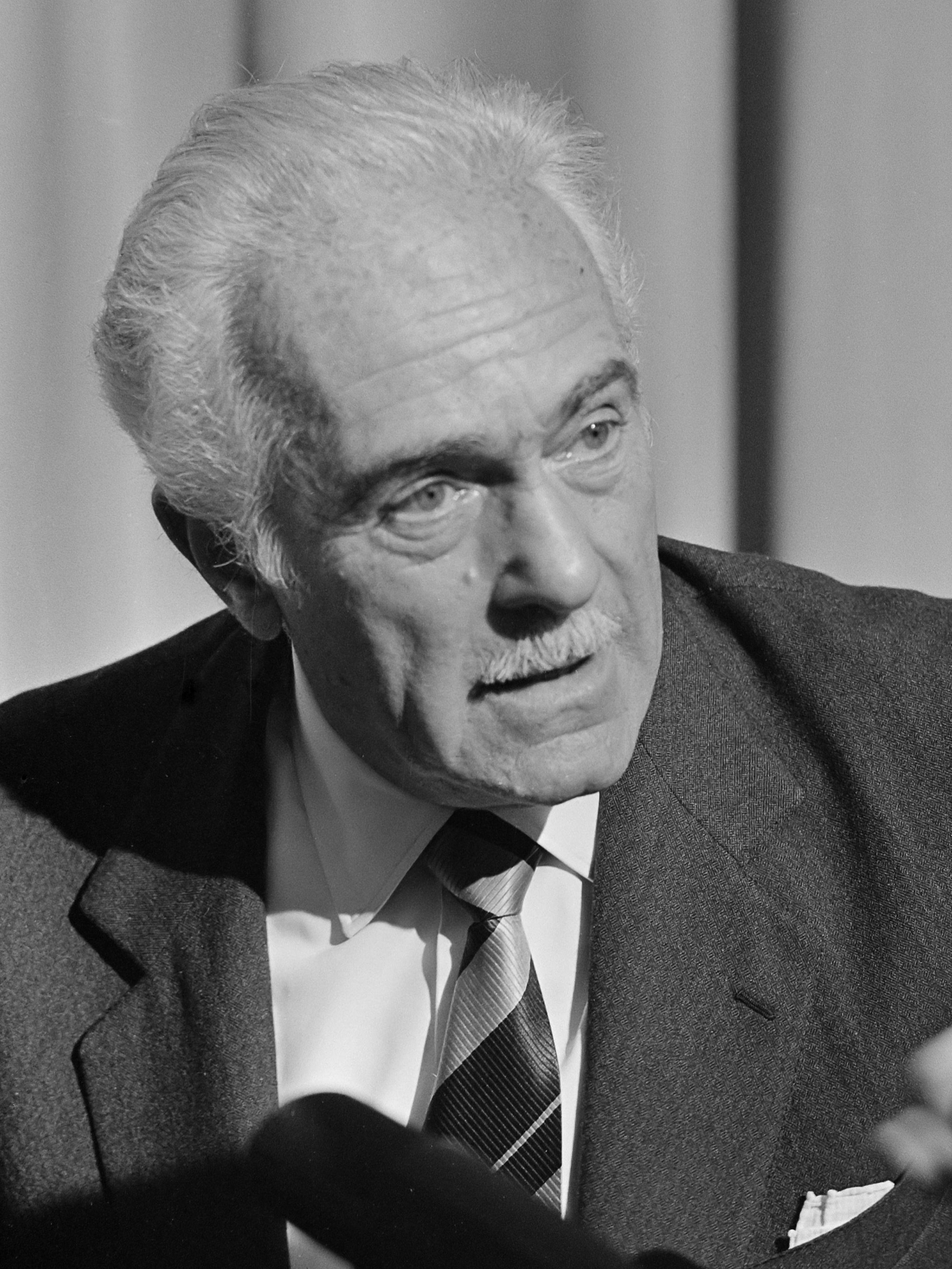
Aurelio Peccei (1976)

Aurelio Peccei (Turijn, 4 juli 1908 - Rome, 14 maart 1984) was een Italiaanse industrieel en oprichter van de Club van Rome.
Gedurende de Tweede Wereldoorlog was Peccei actief in het anti-fascistische verzet. Hij was lid van de Giustizia e Libertà. In 1944 werd hij gearresteerd en gemarteld. Na zijn ontsnapping uit gevangenschap bleef hij ondergedoken tot de bevrijding. Na de oorlog was Peccei betrokken bij de wederopbouw van Italië, onder andere bij de oprichting van Alitalia.
In 1949 ging hij voor Fiat werken in Latijns-Amerika. In Argentinië richtte hij een dochteronderneming op van Fiat, Fiat-Concord. Fiat-Concord bouwde auto's en tractoren en werd al snel een van de meest succesvolle autofabrieken van Latijns-Amerika.
In 1958 richtte Peccei, gesteund door Fiat, Italconsult op, een organisatie gericht op het geven van advies op het gebied van technische ontwikkeling en economie aan ontwikkelingslanden. 
In 1965 hield Peccei een toespraak bij de eerste bijeenkomst van ADELA, een organisatie van bankiers die de industrialisatie van Latijns-Amerika steunde. De speech trok viavia de aandacht van onder andere Alexander King. Peccei en King ontmoetten elkaar meerdere malen in 1967 en 1968. Zij besloten dat zij meer wilden doen om bij Westerse overheden aandacht te krijgen voor wereldwijde problemen. Op 7 en 8 april 1968 organiseerden zij een bijeenkomst met circa 30 Europese economen en wetenschappers om hierover te brainstormen. Deze bijeenkomst was geen succes. Een informele bijeenkomst erna was succesvoller: volgens King was binnen een uur de Club van Rome gevormd. Naast Peccei en King waren hieronder Hugo Thiemann, Lauro Gomes-Filho, Jean Saint-Geours en Max Kohnstamm bij aanwezig.